# Niederau (Gemeinde Wildschönau)
Niederau ist ein Kirchdorf, eine Fraktion (Ortschaft) und eine Katastralgemeinde der Gemeinde Wildschönau im Bezirk Kufstein in Tirol. Ein Teil des geschlossenen Siedlungsgebietes („Grafenweg“) liegt auf dem Gebiet der Gemeinde Hopfgarten im Brixental und somit im Bezirk Kitzbühel.
Die Ortschaft mit 1116 Einwohnern (1. Jänner 2024) liegt in der gleichnamigen Katastralgemeinde mit 1.089,95 ha (Stand 31. Dezember 2023).

## Geographie
Niederau befindet sich auf einer Höhe von 826 m ü. A. in den Kitzbüheler Alpen, etwa fünf Kilometer südöstlich von Wörgl und 25 km westlich von Kitzbühel.

### Nachbarortschaften
|         | Wörgl (Gem.)      | Itter (Gem.)      |
| Oberau  | Kompass           | Hopfgarten (Gem.) |
| Auffach | Hopfgarten (Gem.) | Penningberg       |

### Gliederung
| Ortsteile in Niederau | Ortsteile in Niederau |
| Name                  | Siedlungstyp          |
| --------------------- | --------------------- |
| Bacherwinkel          | Zerstreute Häuser     |
| Leiten                | Rotte                 |
| Marchbach             | Rotte                 |
| Niederau              | Dorf                  |
| Sonnberg              | Zerstreute Häuser     |
| Wildenbach            | Rotte                 |

### Klima
Die durchschnittliche Jahrestemperatur beträgt 8,9 Grad Celsius, der jährliche Niederschlag erreicht 1301,1 mm. Die größte Niederschlagsmenge verzeichnet Niederau im Juli mit 181,3 mm, die geringste im Jänner mit 60,8 mm. Der wärmste Monat ist der August, der kälteste der Jänner.

## Kultur und Sehenswürdigkeiten

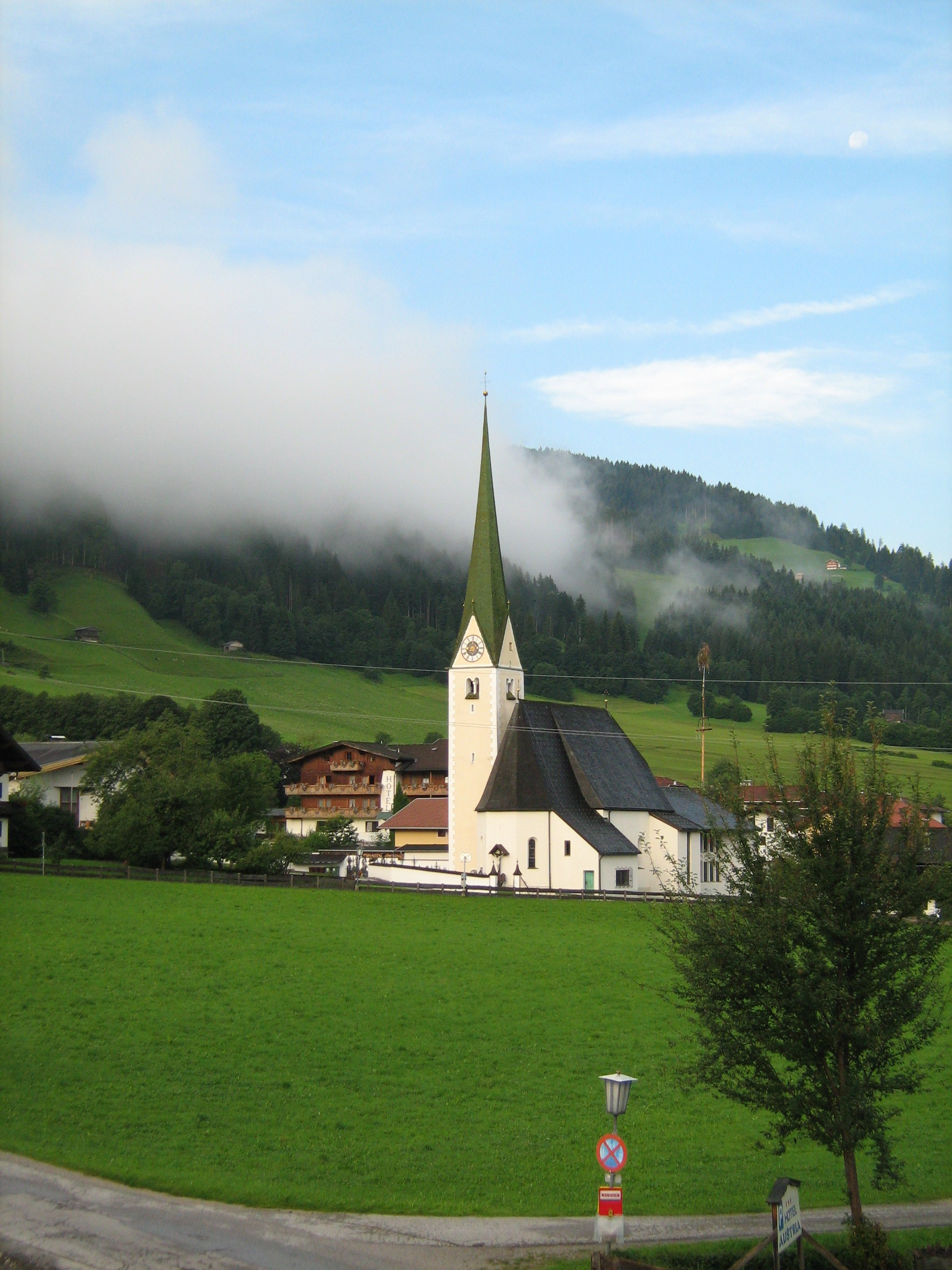
Pfarrkirche Niederau

- Katholische Pfarrkirche Niederau hl. Sixtus

## Wirtschaft und Infrastruktur
Der wichtigste Wirtschaftszweig ist der Fremdenverkehr, vorwiegend während der Wintersaison. Daneben gibt es noch Milch- und Schlachtvieh-Wirtschaft, meist im Nebenerwerb.

### Verkehr
Die Ortschaft ist über die Landesstraße L3 mit der Stadt Wörgl verbunden, welche durch die Ortschaft führt und weiter nach Oberau geht. Die zweite Straße ist die L41 und führt nach Hopfgarten. Die beiden Straßen kreuzen sich im Zentrum von Niederau. Der Postbus verkehrt auf der Route Wörgl – Niederau – Oberau – Mühltal – Auffach.
Der nächstgelegene Bahnhof ist der Hauptbahnhof Wörgl.

### Tourismus
Rund 2100 Gästebetten in jeder Kategorie stehen in Hotels, Pensionen, Gast- und Bauernhöfen sowie Privatquartieren Verfügung.
Das Markbachjoch (auch Marchbachjoch) ist der Hausberg der Niederauer. Es führen eine 8er-Gondelbahn und eine 4er-Sesselbahn hinauf. Das Skigebiet gehört zum „Ski-Juwel Alpbachtal Wildschönau“. Von Niederau auf das Markbachjoch führte der erste Sessellift Österreichs, eröffnet im Jahre 1947.
Im Winter ist Niederau über eine Skibusverbindung mit dem Schatzberg in Auffach verbunden.
Neben den vierzehn Skipisten (von Schwierigkeitsgrad blau bis schwarz), den elf Liftanlagen (fünf Übungslifte im Tal, zwei Übungslifte am Berg, zwei Fortgeschrittenen-Lifte, eine Gondelbahn, eine Sesselbahn) gibt es auch noch auch zahlreiche Langlaufloipen und eine im Winter 2014 eröffnete Rodelbahn.
Außerdem ist die Ortschaft ein beliebtes Ziel bei Gleitschirmfliegern (Paragleiten). Mit der ansässigen Flugschule direkt im Ort werden Möglichkeiten für Neueinsteiger sowie für Fortgeschrittene geboten.

### Öffentliche Einrichtungen
- Bücherei Niederau
- Freiwillige Feuerwehr Niederau
- Kindergarten Niederau
- Volksschule Niederau

## Persönlichkeiten
- Simon Prem (1853–1920), Gymnasiallehrer und Literaturhistoriker
- Sixtus Lanner (1934–2022), Politiker (ÖVP)
- Irina Elisabeth Kirchler (* 1983), Triathletin und Duathletin